# تی‌وی‌آر ویکسن
تی‌وی‌آر ویکسن (TVR Vixen) خودرویی است که در سال‌های ۱۹۶۷ تا ۱۹۷۳تولید شده‌است.
این خودرو در کلاس خودرو اسپورت قرار گرفته و است.
موتور آن ۵۹۹ سی‌سی سیستم جعبه‌دندهٔ آن ۴ دنده به صورت دستی است.